# Dyskografia Sophie Ellis-Bextor
Dyskografia Sophie Ellis-Bextor, brytyjskiej piosenkarki pop, dance i disco, składa się z siedmiu albumów studyjnych, jednej kompilacji, jednego albumu koncertowego, jednej EP-ki, czterdziestu trzech singli i jednego wydawnictwa DVD. W przeszłości nagrania Sophie ukazywały się we współpracy z Polydor Records, Fascination Records, Armada Music i koncernem Universal, a obecnie artystka wydaje muzykę niezależnie nakładem własnej wytwórni EBGB’s.

## Albumy studyjne
| Rok  | Tytuł                    | Pozycje na listach | Pozycje na listach | Pozycje na listach | Pozycje na listach | Pozycje na listach | Pozycje na listach | Pozycje na listach | Pozycje na listach | Pozycje na listach | Pozycje na listach | Certyfikaty                                                                                |
| Rok  | Tytuł                    | UK                 | IRL                | FRA                | SWI                | GER                | AUT                | NLD                | FIN                | AUS                | NZL                | Certyfikaty                                                                                |
| ---- | ------------------------ | ------------------ | ------------------ | ------------------ | ------------------ | ------------------ | ------------------ | ------------------ | ------------------ | ------------------ | ------------------ | ------------------------------------------------------------------------------------------ |
| 2001 | Read My Lips             | 2                  | 13                 | 33                 | 26                 | 10                 | 18                 | 10                 | 18                 | 9                  | 9                  | - UK: 2 × platynowa płyta - FRA: złota płyta - AUS: platynowa płyta - NZL: platynowa płyta |
| 2003 | Shoot from the Hip       | 19                 | —                  | 99                 | 35                 | 84                 | —                  | —                  | —                  | —                  | 39                 | - UK: srebrna płyta                                                                        |
| 2007 | Trip the Light Fantastic | 7                  | 93                 | 81                 | 28                 | 87                 | —                  | —                  | —                  | —                  | —                  |                                                                                            |
| 2011 | Make a Scene             | 33                 | —                  | —                  | —                  | —                  | —                  | —                  | —                  | —                  | —                  |                                                                                            |
| 2014 | Wanderlust               | 4                  | —                  | —                  | —                  | —                  | —                  | —                  | —                  | —                  | —                  | - UK: srebrna płyta                                                                        |
| 2016 | Familia                  | 12                 | —                  | —                  | —                  | —                  | —                  | —                  | —                  | —                  | —                  |                                                                                            |
| 2019 | The Song Diaries         | 14                 | —                  | —                  | —                  | —                  | —                  | —                  | —                  | —                  | —                  |                                                                                            |
| 2023 | Hana                     | 8                  | —                  | —                  | —                  | —                  | —                  | —                  | —                  | —                  | —                  |                                                                                            |

## Kompilacje
| Rok  | Tytuł                        | Pozycje na listach | Pozycje na listach | Pozycje na listach |
| Rok  | Tytuł                        | UK                 | IRL                | AUS                |
| ---- | ---------------------------- | ------------------ | ------------------ | ------------------ |
| 2020 | Songs from the Kitchen Disco | 8                  | 62                 | 51                 |

## Albumy koncertowe
- 2022: Kitchen Disco – Live at the London Palladium

## Remix albumy
- 2014: Wandermix

## Minialbumy
- 2009: iTunes Festival: London 2009

## Single
| Rok  | Tytuł                                              | Pozycje na listach | Pozycje na listach | Pozycje na listach | Pozycje na listach | Pozycje na listach | Pozycje na listach | Pozycje na listach | Pozycje na listach | Pozycje na listach | Pozycje na listach | Album                           |
| Rok  | Tytuł                                              | UK                 | IRL                | FRA                | SWI                | GER                | AUT                | NLD                | FIN                | AUS                | NZL                | Album                           |
| ---- | -------------------------------------------------- | ------------------ | ------------------ | ------------------ | ------------------ | ------------------ | ------------------ | ------------------ | ------------------ | ------------------ | ------------------ | ------------------------------- |
| 2000 | „Groovejet (If This Ain’t Love)” (oraz Spiller)    | 1                  | 1                  | 17                 | 5                  | 14                 | 16                 | 13                 | 6                  | 1                  | 1                  | —                               |
| 2001 | „Take Me Home”                                     | 2                  | 6                  | —                  | —                  | 79                 | —                  | 79                 | —                  | —                  | 18                 | Read My Lips                    |
| 2001 | „Murder on the Dancefloor”                         | 2                  | 2                  | 5                  | 7                  | 11                 | 10                 | 7                  | 15                 | 3                  | 2                  | Read My Lips                    |
| 2002 | „Get Over You”                                     | 3                  | 11                 | 23                 | 15                 | 28                 | 35                 | 13                 | 16                 | 4                  | 3                  | Read My Lips                    |
| 2002 | „Music Gets the Best of Me”                        | 14                 | 25                 | —                  | 53                 | —                  | —                  | 76                 | —                  | 28                 | 25                 | Read My Lips                    |
| 2003 | „Mixed Up World”                                   | 7                  | 26                 | —                  | 45                 | 69                 | 44                 | 76                 | —                  | 32                 | —                  | Shoot from the Hip              |
| 2003 | „I Won’t Change You”                               | 9                  | 40                 | —                  | —                  | 80                 | —                  | —                  | —                  | —                  | —                  | Shoot from the Hip              |
| 2007 | „Catch You”                                        | 8                  | 29                 | —                  | 92                 | —                  | —                  | 84                 | —                  | 44                 | —                  | Trip the Light Fantastic        |
| 2007 | „Me and My Imagination”                            | 23                 | —                  | —                  | —                  | —                  | —                  | —                  | —                  | —                  | —                  | Trip the Light Fantastic        |
| 2007 | „Today the Sun’s on Us”                            | 64                 | —                  | —                  | —                  | —                  | —                  | —                  | —                  | —                  | —                  | Trip the Light Fantastic        |
| 2008 | „If I Can’t Dance”                                 | —                  | —                  | —                  | —                  | —                  | —                  | —                  | —                  | —                  | —                  | Trip the Light Fantastic        |
| 2009 | „Heartbreak (Make Me a Dancer)” (oraz Freemasons)  | 13                 | 38                 | —                  | —                  | —                  | —                  | 85                 | 19                 | 51                 | —                  | Shakedown 2                     |
| 2010 | „Can’t Fight This Feeling” (oraz Junior Caldera)   | —                  | —                  | 13                 | —                  | —                  | —                  | —                  | —                  | —                  | —                  | Debut                           |
| 2010 | „Bittersweet”                                      | 25                 | —                  | —                  | —                  | —                  | —                  | —                  | —                  | —                  | —                  | Make a Scene                    |
| 2010 | „Not Giving Up on Love” (oraz Armin van Buuren)    | 165                | —                  | —                  | —                  | —                  | —                  | 8                  | —                  | —                  | —                  | Mirage                          |
| 2011 | „Off & On”                                         | —                  | —                  | —                  | —                  | —                  | —                  | —                  | —                  | —                  | —                  | Make a Scene                    |
| 2011 | „Starlight”                                        | —                  | —                  | —                  | —                  | —                  | —                  | —                  | —                  | —                  | —                  | Make a Scene                    |
| 2011 | „F*** with You” (oraz Bob Sinclar i Gilbere Forte) | —                  | —                  | 144                | —                  | —                  | —                  | —                  | —                  | —                  | —                  | Disco Crash                     |
| 2012 | „Revolution”                                       | —                  | —                  | —                  | —                  | —                  | —                  | —                  | —                  | —                  | —                  | Make a Scene                    |
| 2013 | „Young Blood”                                      | 34                 | —                  | —                  | —                  | —                  | —                  | —                  | —                  | —                  | —                  | Wanderlust                      |
| 2014 | „Runaway Daydreamer”                               | —                  | —                  | —                  | —                  | —                  | —                  | —                  | —                  | —                  | —                  | Wanderlust                      |
| 2014 | „Love Is a Camera”                                 | —                  | —                  | —                  | —                  | —                  | —                  | —                  | —                  | —                  | —                  | Wanderlust                      |
| 2014 | „The Deer & the Wolf”                              | —                  | —                  | —                  | —                  | —                  | —                  | —                  | —                  | —                  | —                  | Wanderlust                      |
| 2016 | „Come with Us”                                     | —                  | —                  | —                  | —                  | —                  | —                  | —                  | —                  | —                  | —                  | Familia                         |
| 2016 | „Crystallise”                                      | —                  | —                  | —                  | —                  | —                  | —                  | —                  | —                  | —                  | —                  | Familia                         |
| 2017 | „Wild Forever”                                     | —                  | —                  | —                  | —                  | —                  | —                  | —                  | —                  | —                  | —                  | Familia                         |
| 2017 | „Death of Love”                                    | —                  | —                  | —                  | —                  | —                  | —                  | —                  | —                  | —                  | —                  | Familia                         |
| 2018 | „Love Is You”                                      | —                  | —                  | —                  | —                  | —                  | —                  | —                  | —                  | —                  | —                  | The Song Diaries                |
| 2018 | „Take Me Home” (Orchestral)                        | —                  | —                  | —                  | —                  | —                  | —                  | —                  | —                  | —                  | —                  | The Song Diaries                |
| 2019 | „Murder on the Dancefloor” (Orchestral)            | —                  | —                  | —                  | —                  | —                  | —                  | —                  | —                  | —                  | —                  | The Song Diaries                |
| 2019 | „A Pessimist Is Never Disappointed” (Orchestral)   | —                  | —                  | —                  | —                  | —                  | —                  | —                  | —                  | —                  | —                  | The Song Diaries                |
| 2020 | „Crying at the Discotheque”                        | —                  | —                  | —                  | —                  | —                  | —                  | —                  | —                  | —                  | —                  | Songs from the Kitchen Disco    |
| 2020 | „True Faith”                                       | —                  | —                  | —                  | —                  | —                  | —                  | —                  | —                  | —                  | —                  | Songs from the Kitchen Disco    |
| 2020 | „My Favourite Things”                              | —                  | —                  | —                  | —                  | —                  | —                  | —                  | —                  | —                  | —                  | Songs from the Kitchen Disco    |
| 2021 | „While You’re Still Young” (oraz The Feeling)      | —                  | —                  | —                  | —                  | —                  | —                  | —                  | —                  | —                  | —                  | Everybody’s Talking About Jamie |
| 2022 | „Hypnotized” (oraz Wuh Oh)                         | —                  | —                  | —                  | —                  | —                  | —                  | —                  | —                  | —                  | —                  | —                               |
| 2023 | „Breaking the Circle”                              | —                  | —                  | —                  | —                  | —                  | —                  | —                  | —                  | —                  | —                  | Hana                            |
| 2023 | „Everything Is Sweet”                              | —                  | —                  | —                  | —                  | —                  | —                  | —                  | —                  | —                  | —                  | Hana                            |
| 2023 | „Lost in the Sunshine”                             | —                  | —                  | —                  | —                  | —                  | —                  | —                  | —                  | —                  | —                  | Hana                            |

Gościnnie
| Rok  | Tytuł                                            | Pozycje na listach | Pozycje na listach | Album                       |
| Rok  | Tytuł                                            | UK                 | AUS                | Album                       |
| ---- | ------------------------------------------------ | ------------------ | ------------------ | --------------------------- |
| 2005 | „Circles (Just My Good Time)” (oraz Busface)     | 96                 | 63                 | Devils, Sharks & Spaceships |
| 2011 | „Leave Me Out of It” (oraz The Feeling)          | —                  | —                  | Together We Were Made       |
| 2012 | „Beautiful” (oraz Mathieu Bouthier)              | —                  | —                  | —                           |
| 2014 | „Back 2 Paradise” (oraz Guéna LG i Amir Arfagan) | —                  | —                  | Momentum                    |
| 2014 | „Only Child” (oraz DedRekoning)                  | —                  | —                  | —                           |
| 2018 | „Hummingbird” (oraz LCAW)                        | —                  | —                  | Meet in the Middle          |
| 2021 | „Don’t Stop” (oraz The Feeling i Jamie Cullum)   | —                  | —                  | —                           |

## Wideo
- Watch My Lips (2003)